# Eugen Blersch
Eugen Blersch (* 28. November 1906 in Frankfurt am Main; † 1943) war ein deutscher Radballspieler. 

## Leben
Sein Vater betrieb das Café Blersch an der Bockenheimer Warte. Sein Verein war der Radsportverein Wanderlust 05 Frankfurt, gegründet 1905 in Bockenheim mit Schülern der Kaufunger Schule und dort war zunächst auch der Trainingsort. 
Vereinslokal war das Restaurant Zum Schlagbaum an der Bockenheimer Warte. 
Blersch wurde von 1929 bis 1937 elfmal Deutscher Meister. Siehe Liste der Deutschen Meister im Radball.
Auf internationaler Ebene gewann er zusammen mit Wilhelm Schreiber und Gustav Köping acht Weltmeistertitel.
Blersch fiel im Zweiten Weltkrieg.